# Hôtel de ville d'Obernai
L'hôtel de ville d'Obernai est un monument historique situé à Obernai, dans le département français du Bas-Rhin.

## Localisation
Ce bâtiment est situé rue du Général-Gouraud à Obernai.

## Historique
L'édifice fait l'objet d'un classement au titre des monuments historiques depuis 1900.

## Architecture

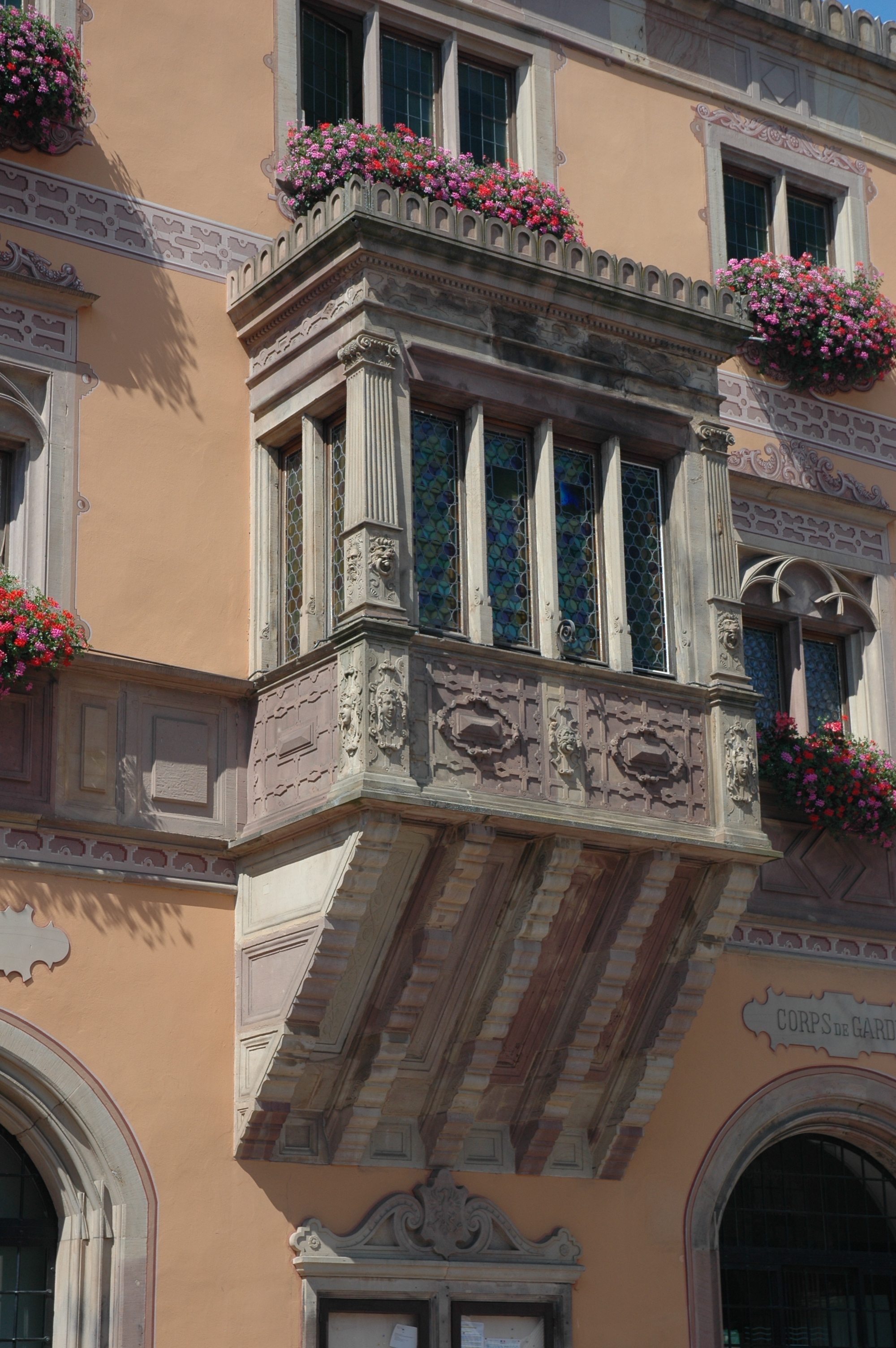
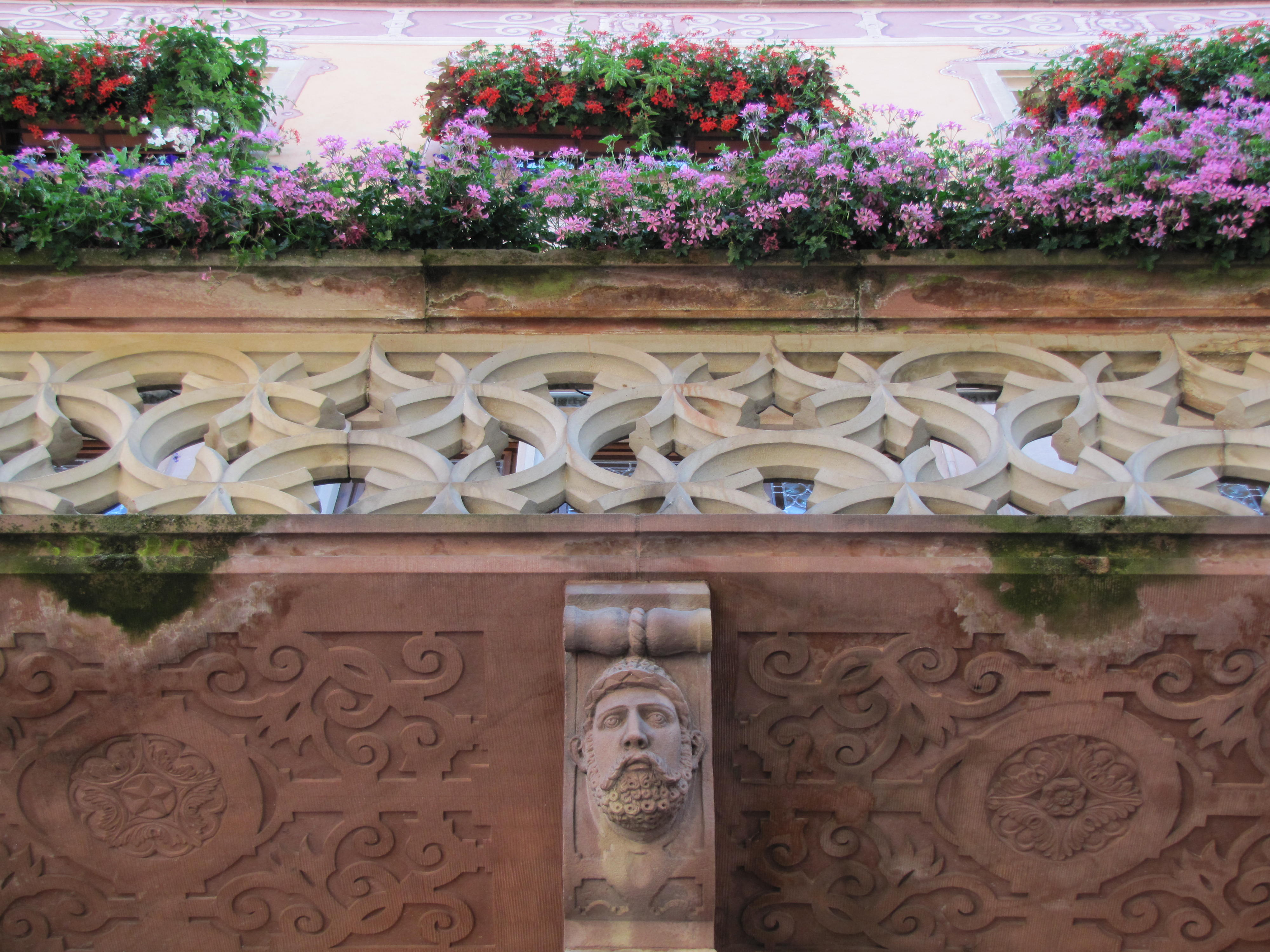